# الحشمان (ثمريت)
الحشمان منطقة سكنية تقع في ولاية ثمريت، التابعة لمحافظة ظفار في سلطنة عمان. يسكنها قبيلة الراشد من ال يماني . يقدر عدد سكانها بـ 165 نسمة حسب إحصاء عام 2010 التابع للمركز الوطني للإحصاء والمعلومات الحكومي. رمز المنطقة هو 20531750.

## الوصلات الخارجية
- المركز الوطني للإحصاء والمعلومات، سلطنة عمان